# Adrianus Bleijs

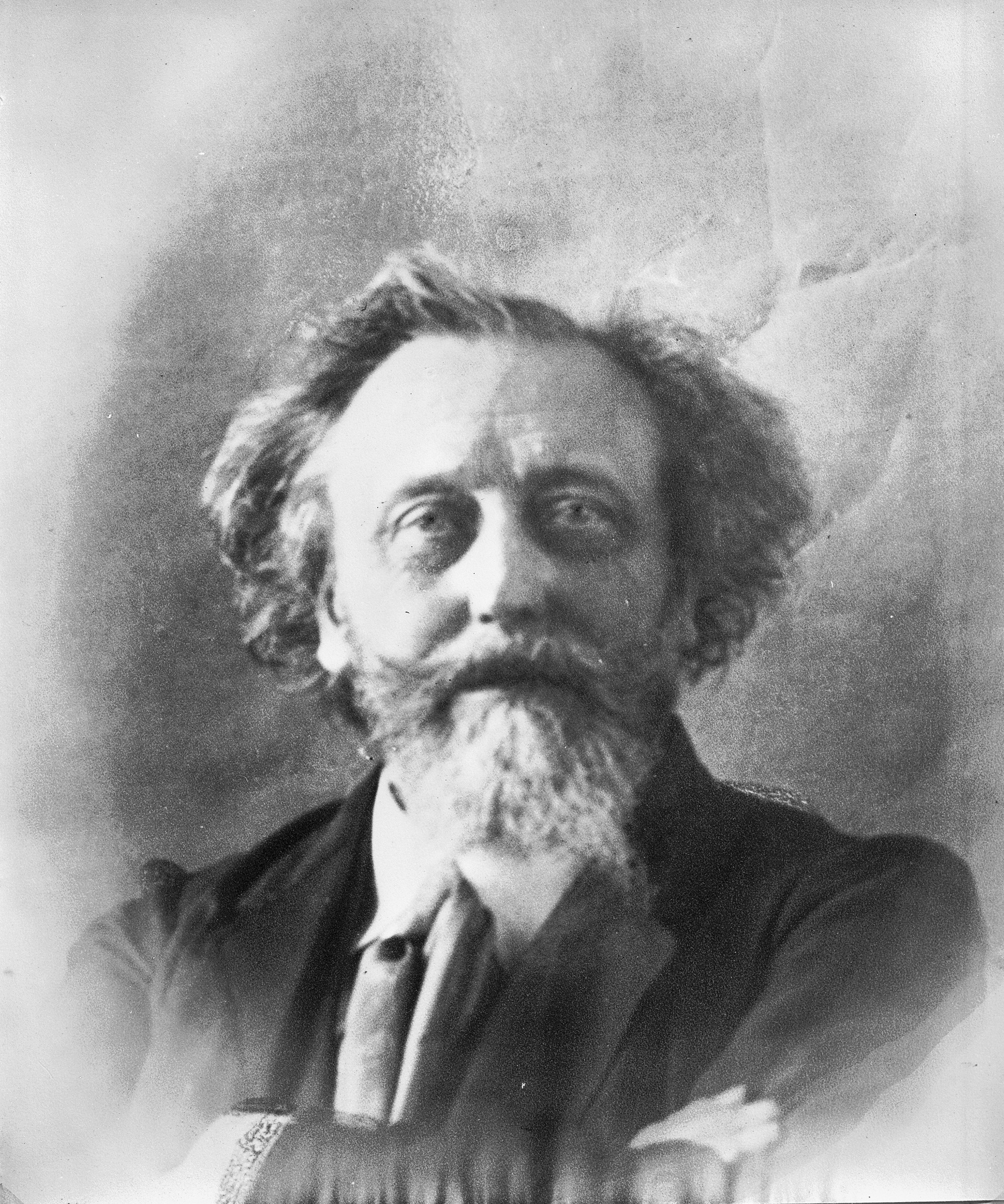
Adrianus Bleijs

Adrianus Cyriacus Bleijs (* 29. März 1842 in Hoorn; † 12. Januar 1912 in Kerkdriel) war ein niederländischer Architekt.

## Leben
Adrianus Bleijs wurde als Sohn eines Zimmermanns geboren. Nach einer Ausbildung an der Königlichen Akademie der Schönen Künste in Antwerpen kam er in den Dienst von Pierre Cuypers. Nach einem Streit mit Cuypers eröffnete er in seiner Geburtsstadt Hoorn ein eigenes Architekturbüro.
Bleijs war einer der wenigen katholischen Architekten seiner Zeit, der nicht ausschließlich im neogotischen Stil baute. Er entwarf auch Kirchen im neoromanischen und im Neorenaissance-Stil. Neben Kirchen entwarf er unter anderem auch zwei Amsterdamer Krankenhäuser.
1903 gab er seine Arbeit als Architekt auf zugunsten einer Karriere als Angestellter in ’s-Hertogenbosch. Er starb in Kerkdriel, wo er auch begraben wurde.

## Bekannte Bauwerke

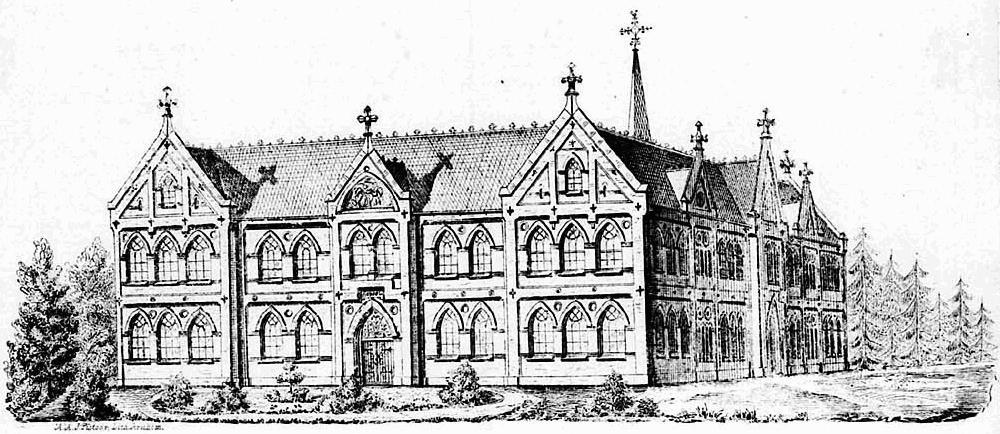
Sint-Jozefgesticht Soest

- 1868 St. Dionysius-Kirche, Heerhugowaard
- 1872 Friedhofskapelle, Hoorn
- 1877 St.-Cunera-Kirche, Nibbixwoud
- 1882 Kuppelkirche, Hoorn
- 1884 Sint-Nicolaaskerk (Amsterdam)
- 1887 St.-Odulphus-Kirche, Assendelft
- 1888 St. Elizabeth-gesticht (heute Arena Hotel), Mauritskade 28, Amsterdam
- 1889 St.-Jakobs-Kirche, Kethel
- 1890 neogotische Giebel Huis aan de Drie Grachten, Amsterdam
- 1892 St.-Johannes-der-Täufer-Kirche, Pijnacker
- 1893 St.-Willibrordus-Kirche, Rhoon